# 拉勒米堡 (怀俄明州)
拉勒米堡（英語：Fort Laramie）是美国怀俄明州戈申县下属的一座城鎮。该鎮的人口在2000年为243人，2010年有230，2011年则估计有233人。